# Loxoblemmus cavifrons
Loxoblemmus cavifrons är en insektsart som beskrevs av Lucien Chopard 1967. Loxoblemmus cavifrons ingår i släktet Loxoblemmus och familjen syrsor. Inga underarter finns listade i Catalogue of Life.